# Port lotniczy Amsterdam-Schiphol

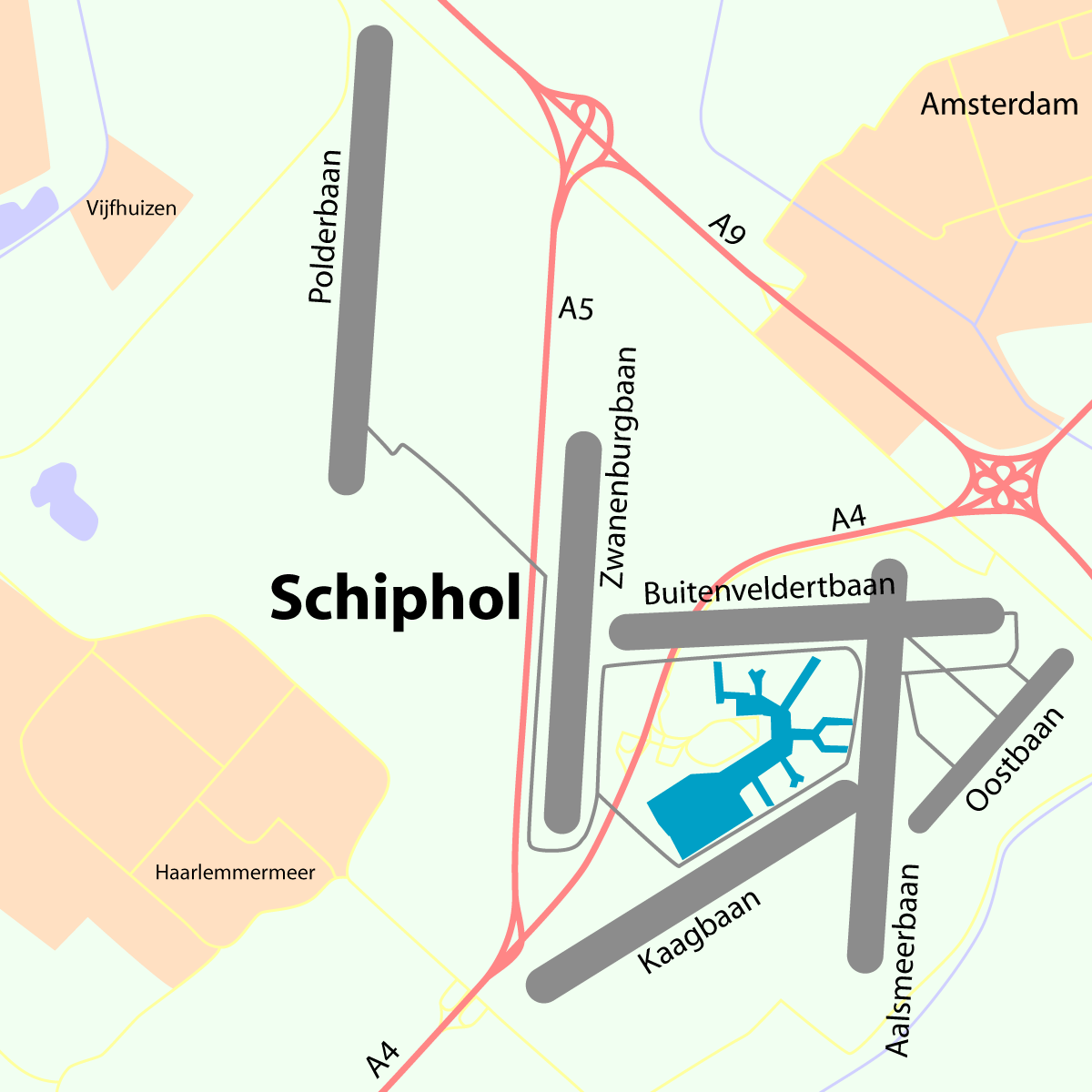
Plan portu lotniczego Amsterdam-Schiphol, gdzie drogi startowe są oznaczone swoimi holenderskimi nazwami własnymi (zob. infobox)

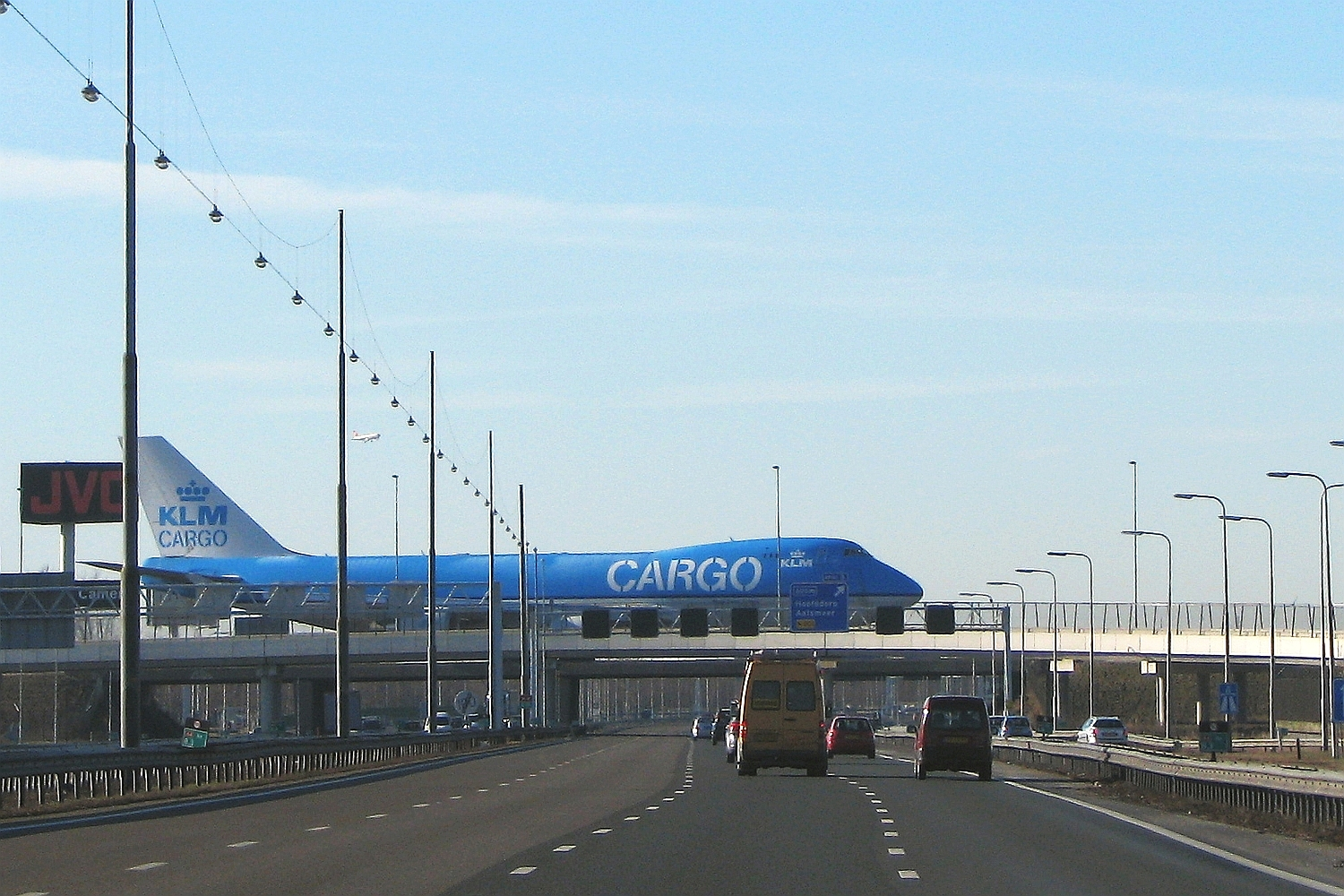
Boeing 747 na moście drogi kołowania nad autostradą A4 E19

Port lotniczy Amsterdam-Schiphol (hol.: Luchthaven Schiphol, ang.: Amsterdam Airport Schiphol, kod IATA: AMS, kod ICAO: EHAM) – międzynarodowy port lotniczy Amsterdamu, największy w Holandii, położony 3 m p.p.m., na polderze Haarlemmermeer (dawne jezioro), na południowy zachód od miasta.
Przed osuszeniem polderu w miejscu tym gromadzono statki przeznaczone do kasacji i stąd właśnie pochodzi nazwa Schiphol (w języku holenderskim schip to statek, a hol to dziura, jama, jaskinia).
Port lotniczy został zbudowany w 1917 i od czasu II wojny światowej jest stale modernizowany oraz rozbudowywany.
Port lotniczy Schiphol zajmuje w Europie czwarte miejsce pod względem liczby pasażerów (2006), czwarte pod względem liczby operacji lotniczych (2005) i trzecie pod względem ilości przeładowanych towarów (2005). W 2013 obsłużył 52,5 mln pasażerów.
Port posiada 6 dróg startowych oznaczonych nie tylko kierunkami lecz również, nietypowo, nazwami własnymi. Siódma droga startowa jest już planowana.
Bezpośrednie połączenie z centrum Amsterdamu oraz wieloma miastami w Holandii zapewnia położona pod budynkiem dworca lotniczego stacja kolejowa Schiphol otwarta w 1978.
25 lutego 2009 przy podchodzeniu do lądowania uległ katastrofie turecki samolot Boeing 737-800 linii Turkish Airlines. Na pokładzie znajdowały się 134 osoby, 9 z nich poniosło śmierć.

## Terminale
W rozwoju dworca portu lotniczego Schiphol zastosowano rozwiązanie w postaci jednego terminalu, gdzie wszystkie wnętrza obsługujące ruch pasażerski znajdują się pod wspólnym dachem. Wnętrza te zostały podzielone na trzy sekcje czy sale zwane hallami: 1, 2 i 3. Z kolei do tych sal dostają indywidualne pirsy wystające na płytę postojową samolotów, zawierające bramki z rękawami. Jednak, przy tym podziale jest możliwe przejście z jednego pirsu do drugiego, nawet z jednej sekcji do innej, bez przekroczenia strefy celnej lub nawet konieczności poddawania się inspekcji ochroniarskiej, i to po obu stronach (od samolotu i od ulicy). Przy zmianie stref z Schengen na poza-Schengen, przechodzi się kontrolę graniczną.
Pirsy B i C (skrajnie po prawej) są użytkowane tylko w strefie Schengen. Pirsy E, F i G obsługują tylko ruch spoza strefy Schengen. Pirsy D i H/M to obszar użytkowania zmiennego, gdzie bramki obsługują kolejno loty Schengen i poza-Schengen.
Pirs D (w kształcie wideł) zawiera dwie kondygnacje. Niższa jest użytkowana tylko poza strefą Schengen, a wyższa – tylko w niej. Zmienne przekierowanie ruchu na schody lub poza nie umożliwia używanie tych samych rękawów w obu przypadkach. Bramki strefy Schengen oznaczone są od D-59 do D-87, a te poza strefą Schengen od D-1 do D-58.
Pirsy H i M (skrajnie po lewej), użytkowane przez tanie linie lotnicze, to pirsy o tej samej konstrukcji. Tu, bramki H przeznaczone są dla ruchu poza strefą Schengen, a bramki M – w strefie Schengen. Oba pirsy funkcjonują na tej samej kondygnacji.

## Linie lotnicze i połączenia
| Linia lotnicza                  | Kierunek |
| ------------------------------- | --- |
| Aegean Airlines                 | 1. Ateny 2. Saloniki |
| Aer Lingus                      | 1. Cork (do 17 marca 2025) 2. Dublin |
| Aeroméxico                      | 1. Meksyk |
| Air Arabia Maroc                | 1. Fez 2. Nador 3. Tanger |
| Air Astana                      | 1. Atyrau |
| Air Canada                      | 1. Toronto-Pearson Sezonowo: 1. Montreal-Trudeau |
| Air Dolomiti                    | 1. Monachium |
| Air Europa                      | 1. Madryt |
| Air France                      | 1. Lyon 2. Paryż-Charles de Gaulle |
| Air India                       | 1. Delhi |
| Air Serbia                      | 1. Belgrad |
| Air Transat                     | Sezonowo: 1. Toronto-Pearson |
| airBaltic                       | 1. Połąga 2. Ryga 3. Tallinn 4. Tampere 5. Wilno |
| AJet                            | 1. Ankara 2. Stambuł-Sabiha Gökçen |
| Amelia International            | 1. Strasburg |
| American Airlines               | 1. Filadelfia Sezonowo: 1. Dallas-Fort Worth |
| Arkia Israel Airlines           | 1. Tel Awiw |
| Austrian Airlines               | 1. Wiedeń Sezonowo: 1. Innsbruck |
| British Airways                 | 1. Londyn-City 2. Londyn-Heathrow |
| Bulgaria Air                    | 1. Sofia |
| Cathay Pacific                  | 1. Hongkong |
| China Airlines                  | 1. Tajpej-Taiwan |
| China Eastern Airlines          | 1. Szanghaj-Pudong |
| China Southern Airlines         | 1. Pekin-Daxing 2. Guangzhou 3. Shenzhen |
| Corendon Dutch Airlines         | 1. Antalya 2. Bonaire 3. Curaçao 4. Gran Canaria 5. Hurghada 6. Teneryfa-Południe Sezonowo: 1. Bandżul 2. Bodrum 3. Burgas 4. Korfu 5. Dalaman 6. Gazipaşa 7. Heraklion 8. Ibiza 9. Izmir 10. Kos 11. Mitylena 12. Palma de Mallorca 13. Preweza 14. Rodos 15. Samos 16. Zakintos |
| Croatia Airlines                | 1. Zagrzeb Sezonowo: 1. Split |
| Delta Air Lines                 | 1. Atlanta-Hartsfield-Jackson 2. Boston 3. Detroit 4. Minneapolis 5. Nowy Jork-JFK 6. Salt Lake City 7. Seattle-Tacoma 8. Tampa Sezonowo: 1. Orlando |
| EasyJet                         | 1. Alicante 2. / Bazylea 3. Belfast-International 4. Mediolan-Bergamo 5. Berlin 6. Birmingham 7. Bristol 8. Kopenhaga 9. Edynburg 10. Faro 11. Fuerteventura 12. Genewa 13. Glasgow 14. Gran Canaria 15. Kraków 16. Liverpool 17. Lizbona 18. Londyn-Gatwick 19. Londyn-Luton 20. Londyn-Southend 21. Londyn-Stansted 22. Malaga 23. Manchester 24. Mediolan-Linate 25. Mediolan-Malpensa 26. Neapol 27. Newcastle upon Tyne 28. Nicea 29. Praga 30. Tel Awiw 31. Wenecja Sezonowo: 1. Chania 2. Katania 3. Korfu 4. Dubrownik 5. Hurghada 6. Ibiza 7. Innsbruck 8. Jersey 9. Kefalonia 10. Lanzarote 11. Malta 12. Marrakesz 13. Mykonos 14. Olbia 15. Palermo 16. Palma de Mallorca 17. Piza 18. Pula 19. Rodos 20. Rovaniemi 21. Salzburg 22. Szarm el-Szejk 23. Split 24. Teneryfa-Południe 25. Zadar |
| EgyptAir                        | 1. Kair |
| El Al                           | 1. Tel Awiw |
| Emirates                        | 1. Dubaj |
| Etihad Airways                  | 1. Abu Zabi |
| Eurowings                       | 1. Hamburg 2. Stuttgart Sezonowo: 1. Salzburg |
| EVA Air                         | 1. Bangkok-Suvarnabhumi 2. Tajpej-Taiwan |
| Finnair                         | 1. Helsinki |
| FlyErbil                        | 1. Irbil |
| FlyOne                          | 1. Kiszyniów |
| Garuda Indonesia                | 1. Dżakarta |
| Georgian Airways                | 1. Tbilisi |
| Iberia Express                  | 1. Madryt |
| Icelandair                      | 1. Reykjavík-Keflavík |
| ITA Airways                     | 1. Mediolan-Linate 2. Rzym-Fiumicino |
| JetBlue Airways                 | 1. Boston 2. Nowy Jork-JFK |
| Kenya Airways                   | 1. Nairobi |
| KLM                             | 1. Aalborg 2. Aarhus 3. Aberdeen 4. Akra 5. Ålesund 6. Alicante 7. Aruba 8. Ateny 9. Atlanta 10. Austin 11. Bengaluru 12. Bangkok-Suvarnabhumi 13. Barcelona 14. / Bazylea 15. Pekin 16. Belfast-City 17. Belgrad 18. Bergen 19. Berlin 20. Biarritz (od 19 kwietnia 2025) 21. Bilbao 22. Billund 23. Birmingham 24. Bogota 25. Bolonia 26. Bonaire 27. Bordeaux 28. Boston 29. Brema 30. Bristol 31. Bruksela 32. Bukareszt 33. Budapeszt 34. Buenos Aires-Ezeiza 35. Cagliari 36. Calgary 37. Kapsztad 38. Cardiff 39. Cartagena 40. Katania 41. Chicago-O’Hare 42. Kopenhaga 43. Cork 44. / Curaçao 45. Dammam 46. Dar es Salaam 47. Delhi 48. Denpasar 49. Drezno 50. Dubaj 51. Dublin 52. Düsseldorf 53. Edynburg 54. Edmonton 55. Entebbe 56. Exeter (od 30 marca 2025) 57. Florencja 58. Frankfurt 59. Gdańsk 60. Genewa 61. Genua 62. Georgetown (od 4 czerwca 2025) 63. Glasgow 64. Göteborg 65. Graz 66. Guayaquil 67. Hamburg 68. Hanower 69. Helsinki 70. Hongkong 71. Houston-Intercontinental 72. Humberside 73. Hyderabad (od 2 września 2025) 74. Inverness 75. Stambuł 76. Dżakarta 77. Johannesburg 78. Katowice 79. Kigali 80. Kilimandżaro 81. Kraków 82. Kristiansand 83. Kuala Lumpur 84. Lagos 85. Las Vegas 86. Leeds/Bradford 87. Lima 88. Linköping 89. Lizbona 90. Lublana (od 30 marca 2025) 91. Londyn-City 92. Londyn-Heathrow 93. Los Angeles 94. Luksemburg 95. Lyon 96. Madryt 97. Malaga 98. Manchester 99. Manila 100. Marsylia 101. Meksyk 102. Mediolan-Linate 103. Mediolan-Malpensa 104. Minneapolis 105. Montpellier 106. Montreal-Trudeau 107. Mumbaj 108. Monachium 109. Nairobi 110. Nantes 111. Neapol 112. Newcastle 113. Nowy Jork-JFK 114. Nicea 115. Norwich 116. Norymberga 117. Osaka-Kansai 118. Oslo-Gardermoen 119. Panama 120. Paramaribo 121. Paryż-Charles de Gaulle 122. Port-of-Spain 123. Porto 124. Poznań 125. Praga 126. Quito 127. Rennes 128. Rio de Janeiro-Galeão 129. Rijad 130. Rzym-Fiumicino 131. San Diego (od 8 maja 2025) 132. San Francisco 133. Santiago de Chile 134. São Paulo-Guarulhos 135. Seul-Inczon 136. Szanghaj-Pudong 137. Singapur 138. Sint Maarten 139. Southampton 140. Split 141. Stavanger 142. Sztokholm-Arlanda 143. Stuttgart 144. Tajpej-Taiwan 145. Teesside 146. Tel Awiw 147. Tokio-Narita 148. Toronto-Pearson 149. Tuluza 150. Trondheim 151. Turyn 152. Walencja 153. Vancouver 154. Wenecja 155. Wiedeń 156. Warszawa-Chopin 157. Waszyngton-Dulles 158. Wrocław 159. Zagrzeb 160. Zanzibar 161. Zurych Sezonowo: 1. Cancún 2. Dubrownik 3. Ibiza 4. Liberia (wznowione 30 grudnia 2024) 5. Miami 6. Palma de Mallorca 7. Rovaniemi 8. Salt Lake City 9. San José |
| KM Malta Airlines               | 1. Malta |
| Korean Air                      | 1. Seul-Inczon |
| Kuwait Airways                  | 1. Kuwejt |
| LOT                             | 1. Warszawa-Chopin |
| Lufthansa                       | 1. Frankfurt 2. Monachium |
| Norwegian Air Shuttle           | 1. Kopenhaga 2. Oslo-Gardermoen 3. Sztokholm-Arlanda |
| Pegasus Airlines                | 1. Antalya 2. Stambuł-Sabiha Gökçen Sezonowo: 1. Bodrum 2. Izmir 3. Kayseri 4. Konya |
| PLAY                            | 1. Reykjavík-Keflavík |
| Qatar Airways                   | 1. Doha |
| Royal Air Maroc                 | 1. Casablanca 2. Nador 3. Tanger Sezonowo: 1. Al-Husajma 2. Fez 3. Oujda |
| Royal Jordanian                 | 1. Amman |
| Ryanair                         | 1. Dublin 2. Malaga |
| Saudia                          | 1. Dżudda Sezonowo: 1. Rijad |
| Scandinavian Airlines System    | 1. Kopenhaga 2. Oslo 3. Sztokholm-Arlanda |
| Singapore Airlines              | 1. Singapur |
| Sky Express                     | 1. Ateny Sezonowo: 1. Heraklion 2. Kos 3. Zakintos |
| Sun d’Or International Airlines | Sezonowo: 1. Tel Awiw |
| SunExpress                      | 1. Izmir Sezonowo: 1. Adana 2. Ankara 3. Antalya 4. Dalaman 5. Kayseri 6. Konya |
| Surinam Airways                 | 1. Paramaribo |
| SWISS                           | 1. Zurych |
| TAP Portugal                    | 1. Lizbona |
| TAROM                           | 1. Bukareszt |
| Transavia                       | 1. Agadir 2. Alicante 3. Almería 4. Amman (zawieszone) 5. Ateny 6. Barcelona 7. Bari 8. Bejrut (zawieszone) 9. Casablanca 10. Katania 11. Dubaj 12. Faro 13. Fuerteventura 14. Madera 15. Granada 16. Gran Canaria 17. Heraklion 18. Ibiza 19. Innsbruck 20. Lanzarote 21. La Palma 22. Larnaka 23. Lizbona 24. Lublana 25. Malaga 26. Marrakesz 27. Neapol 28. Nicea 29. Paryż-Orly 30. Piza 31. Porto 32. Reykjavík-Keflavík 33. Ryga 34. Salzburg 35. Sewilla 36. Tbilisi 37. Tel Awiw (zawieszone) 38. Teneryfa-Południe 39. Saloniki 40. Tirana 41. Walencja Sezonowo: 1. Ajaccio 2. Antalya 3. Bodrum 4. Chambéry 5. Chania 6. Chios 7. Korfu 8. Dalaman 9. Dubrownik 10. Ejlat 11. Girona 12. Hurghada 13. Izmir 14. Kalamata 15. Kefalonia 16. Kos 17. Menorka 18. Mykonos 19. Olbia 20. Palermo 21. Palma de Mallorca 22. Pafos 23. Ponta Delgada 24. Preweza 25. Rodos 26. Sal 27. Samos 28. Santorini 29. Szarm el-Szejk 30. Split 31. Tromsø 32. Warna 33. Werona 34. Zakintos Sezonowe czartery: 1. Akureyri 2. Ivalo 3. Kittilä 4. Kuusamo 5. Rovaniemi 6. Skellefteå |
| TUI fly Netherlands             | 1. Aruba 2. Bandżul 3. Boa Vista 4. Bonaire 5. Cancún 6. Curaçao 7. Fuerteventura 8. Gran Canaria 9. Hurghada 10. Lanzarote 11. Montego Bay 12. Punta Cana 13. Sal 14. São Vicente 15. Teneryfa-Południe 16. Varadero Sezonowo: 1. Antalya 2. Bodrum 3. Burgas 4. Chania 5. Korfu 6. Dakar-Diass 7. Dalaman 8. Dżerba 9. Enfidha 10. Madera 11. Heraklion 12. Ibiza 13. Ivalo 14. Izmir 15. Karpatos 16. Kawala 17. Kefalonia 18. Kittilä 19. Kos 20. La Palma 21. Marsa Alam 22. Ochryda 23. Palma de Mallorca 24. Ponta Delgada 25. Preweza 26. Rodos 27. Sälen-Trysil 28. Samos 29. Skiathos 30. Terceira 31. Zakintos |
| Turkish Airlines                | 1. Stambuł |
| United Airlines                 | 1. Chicago 2. Houston-Intercontinental 3. Newark 4. Waszyngton-Dulles Sezonowo: 1. San Francisco |
| Vueling Airlines                | 1. Alicante 2. Asturia 3. Barcelona 4. Bilbao 5. Florencja 6. Lizbona 7. Malaga 8. Praga 9. Rzym-Fiumicino 10. Santiago de Compostela 11. Walencja Sezonowo: 1. Kopenhaga 2. Gran Canaria 3. Ibiza 4. Lanzarote 5. Palma de Mallorca 6. Teneryfa-Południe |
| Xiamen Air                      | 1. Xiamen |

### Cargo
| Linia lotnicza                | Kierunek |
| ----------------------------- | --- |
| Air China Cargo               | 1. Chongqing 2. Szanghaj-Pudong 3. Tiencin 4. Saragossa |
| Atlas Air                     | 1. Chicago-O’Hare 2. Miami 3. Seul-Inczon |
| Avianca Cargo                 | 1. Miami 2. Saragossa |
| Cargolux                      | 1. Luksemburg |
| Cathay Cargo                  | 1. Hongkong |
| China Airlines Cargo          | 1. Bangkok-Suvarnabhumi 2. Delhi 3. Dubaj-Al Maktoum 4. Tajpej-Taiwan                                                                                               |
| China Cargo Airlines          | 1. Kopenhaga 2. Ningbo-Lishe 3. Szanghaj-Pudong 4. Shenzhen 5. Tiencin 6. Xi’an 7. Saragossa                                                                        |
| China Southern Airlines Cargo | 1. Guangzhou 2. Szanghaj-Pudong |
| DHL Aviation                  | 1. East Midlands 2. Lipsk 3. Londyn-Heathrow 4. Madryt |
| Emirates SkyCargo             | 1. Aguadilla 2. Chicago-O’Hare 3. Dubaj 4. Frankfurt 5. Houston-Intercontinental 6. Madryt 7. Nairobi 8. Oslo-Gardermoen 9. Saragossa                               |
| Etihad Cargo                  | 1. Abu Zabi 2. Nairobi |
| FedEx Express                 | 1. Oslo-Gardermoen 2. Paryż-Charles de Gaulle |
| Kalitta Air                   | 1. Nowy Jork-JFK |
| Korean Air Cargo              | 1. Seul-Inczon 2. Sztokholm-Arlanda |
| LATAM Cargo Chile             | 1. Buenos Aires-Ezeiza 2. Campinas-Viracopos 3. Miami 4. Santiago de Chile                                                                                          |
| Martinair                     | 1. Bogota 2. Buenos Aires-Ezeiza 3. Campinas-Viracopos 4. Gwatemala-La Aurora 5. Harare 6. Johannesburg 7. Lima 8. Miami 9. Nairobi 10. Quito 11. Santiago de Chile |
| MASkargo                      | 1. Dubaj-Al Maktoum 2. Kuala Lumpur |
| MNG Airlines                  | 1. Stambuł |
| Nippon Cargo Airlines         | 1. Mediolan-Malpensa 2. Tokio-Narita |
| Qatar Airways Cargo           | 1. Doha |
| Saudia Cargo                  | 1. Dammam 2. Dżudda 3. Rijad |
| Silk Way West Airlines        | 1. Baku |
| Singapore Airlines Cargo      | 1. Londyn-Heathrow 2. Szardża 3. Singapur |
| Suparna Airlines              | 1. Nankin |
| Turkish Airlines Cargo        | 1. Stambuł |
| West Atlantic                 | 1. Paryż-Charles de Gaulle 2. Turku |